# Аккудик (Чингірлауський район)
Аккуди́к (каз. Аққұдық) — село у складі Чингірлауського району Західноказахстанської області Казахстану. Входить до складу Алмазненського сільського округу.
У радянські часи село називалось Константиновка.
Населення — 40 осіб (2021; 202 у 2009, 402 у 1999, 484 у 1989).